# Campionatul de fotbal din Burkina Faso
Campionatul de fotbal din Burkina Faso este o competiție de fotbal din zona CAF înființată în 1961.

## Echipe câștigătoare
| - 1961: ASFB - 1962: Etoile Filante - 1963: USFRAN - 1964: USFRAN - 1965: Étoile Filante Ouagadougou - 1966: ASFB - 1967: USO - 1968: USFRAN - 1969: ASFAN - 1970: ASFAN - 1971: ASFAN - 1972: RCB - 1973: Jeanne d'Arc - 1974: Silures - 1975: Silures - 1976: Silures - 1977: Silures |  | - 1978: Silures - 1979: Silures - 1980: Silures - 1981: nu s-a disputat - 1982: nu s-a disputat - 1983: USO - 1984: ASFAN - 1985: Étoile Filante Ouagadougou - 1986: Étoile Filante Ouagadougou - 1987: USFAN - 1988: Étoile Filante Ouagadougou - 1989: ASFA-Yennenga - 1990: Étoile Filante Ouagadougou - 1991: Étoile Filante Ouagadougou - 1992: Étoile Filante Ouagadougou - 1993: Étoile Filante Ouagadougou - 1994: Étoile Filante Ouagadougou - 1995: ASFA-Yennenga - 1996: RCB |  | - 1997: RCB - 1998: USFAN - 1999: ASFA-Yennenga - 2000: USFA - 2001: Étoile Filante Ouagadougou - 2002: ASFA-Yennenga - 2003: ASFA-Yennenga - 2004: ASFA-Yennenga - 2005: RCK - 2006: ASFA-Yennenga - 2007: Commune FC - 2008: Étoile Filante Ouagadougou - 2009: ASFA-Yennenga |

## Performanțe după club
| Club                                 | Oraș           | Titluri | Ultimul titlu |
| ------------------------------------ | -------------- | ------- | ------------- |
| Étoile Filante Ouagadougou           | Ouagadougou    | 12      | 2008          |
| ASFA Yennega (inclusiv Jeanne d'Arc) | Ouagadougou    | 9       | 2009          |
| Silures                              | Bobo Dioulasso | 7       | 1980          |
| USFA (inclusiv ASFAN și USFAN)       | Ouagadougou    | 7       | 2000          |
| RC Bobo                              | Bobo Dioulasso | 3       | 1997          |
| USFR Abidjan-Niger                   | Ouagadougou    | 3       | 1968          |
| ASF Bobo                             | Bobo Dioulasso | 2       | 1966          |
| US Ouagadougou                       | Ouagadougou    | 2       | 1983          |
| Commune FC                           | Ouagadougou    | 1       | 2007          |
| Rail Club du Kadiogo                 | Kadiogo        | 1       | 2005          |